# Gasterophilus
Gasterophilus este un gen de muște parazite din familia Oestridae care includ muștele de cai. Ele depun ouăle pe părul unor animale ca măgarii, caii și în general cabaline. Depunerea diferă la fiecare specie în parte. Toate speciile sunt paraziți intestinali, iar pupele se dezvoltă în balega cabalinelor; provoacă miaze dăunătoare, de obicei cancerigene. 
Sunt cazuri extrem de rare de bebeluși infectați cu aceste specii de muște.

## Galerie

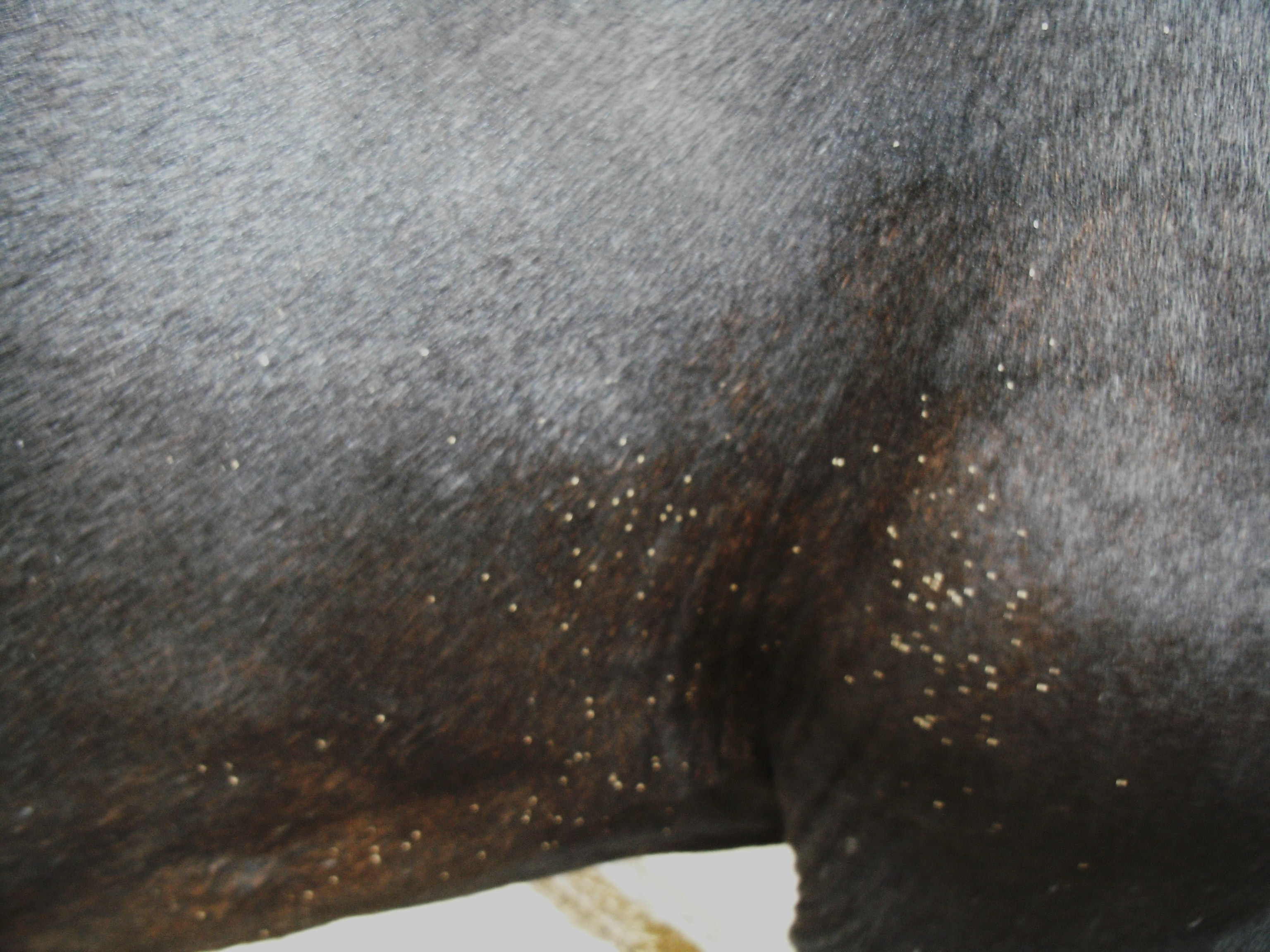
Ouă de G. intestinalis pe un cal
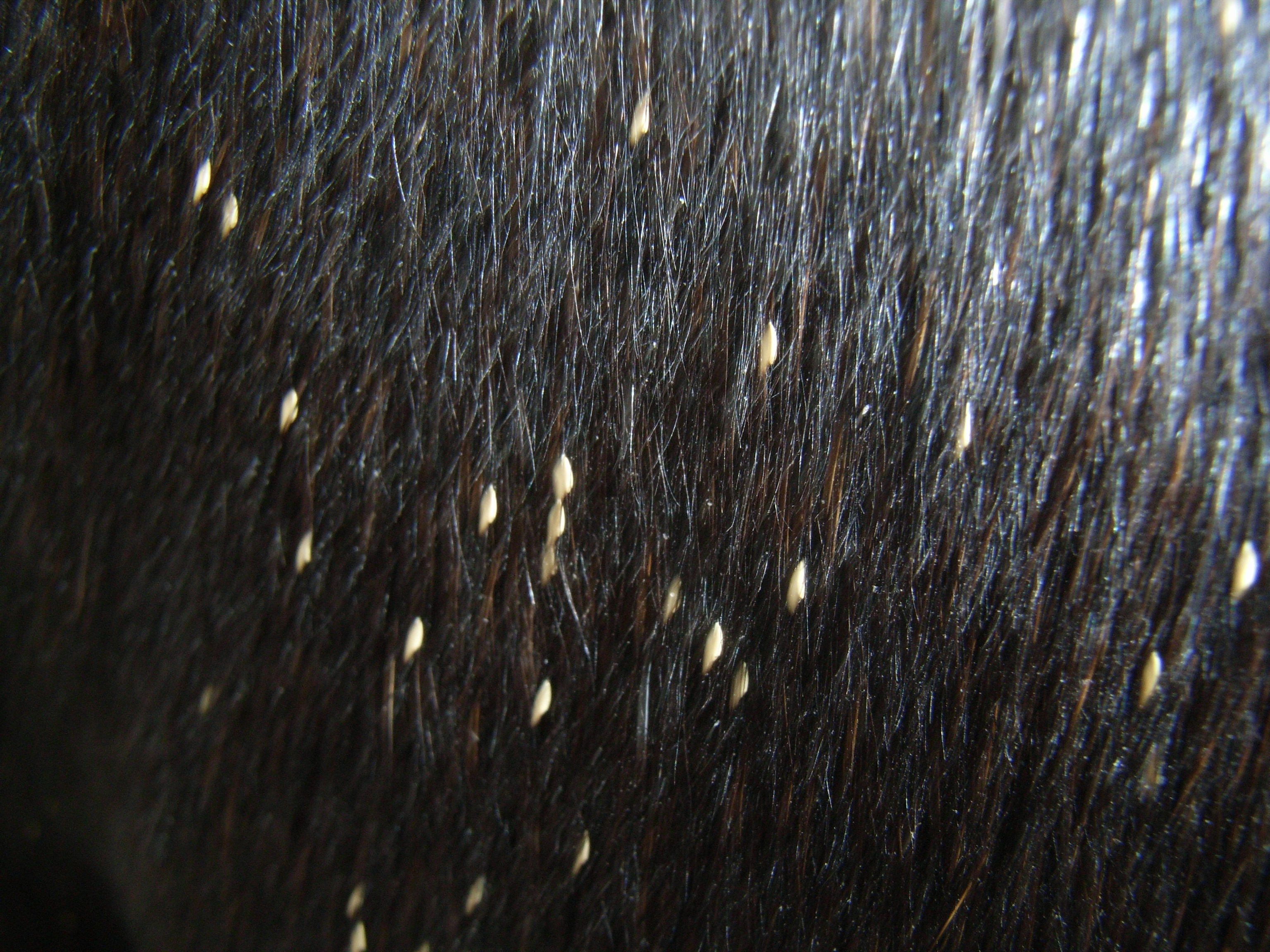
Ouă de G. intestinalis pe un cal (mai de aproape)
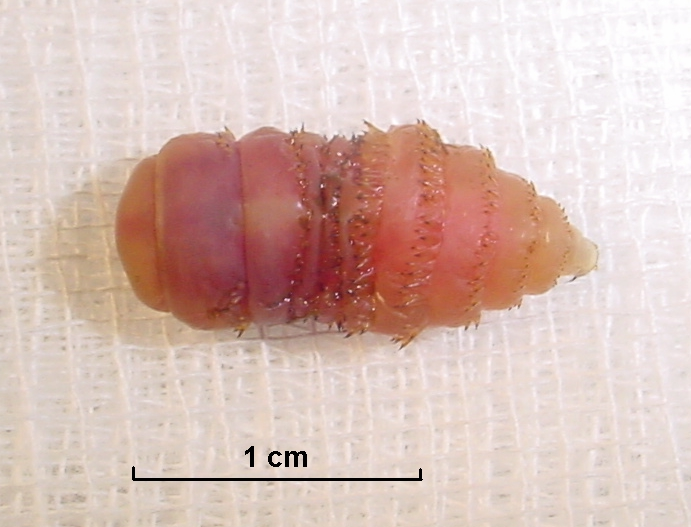
Larva speciei G. intestinalis
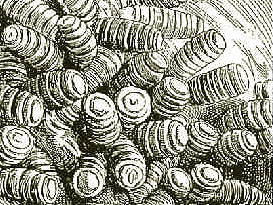
Desen despre larvele de G. intestinalis din stomacul unui cal
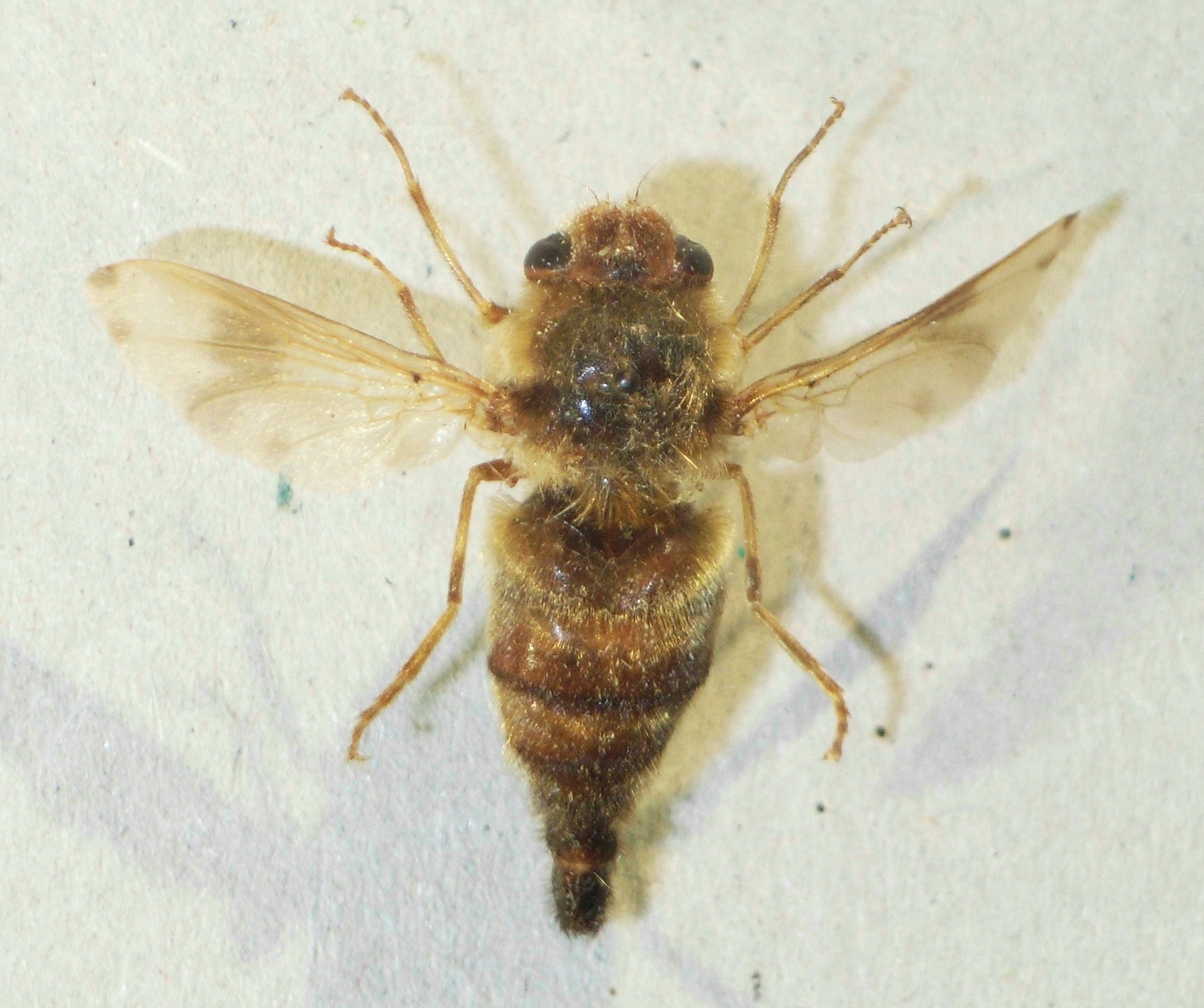
Femelă adult de G. intestinalis.